# Max Linder

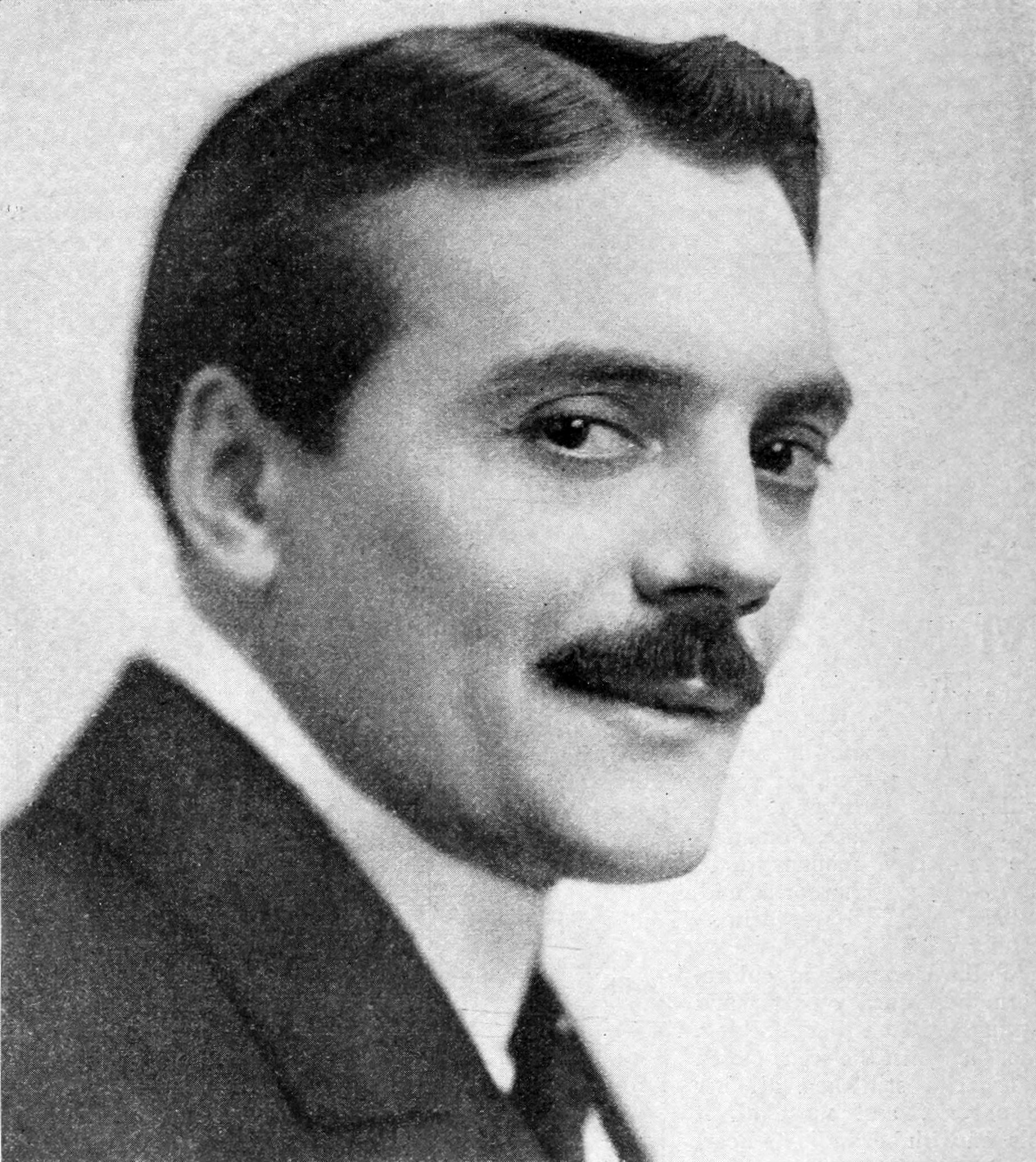
Max Linder, um 1917

Max Linder (bürgerlicher Name Gabriel-Maximilien Leuvielle; * 16. Dezember 1883 in Saint-Loubès, Département Gironde; † 31. Oktober 1925 in Paris) war ein französischer Filmschauspieler, Drehbuchautor, Regisseur und Pionier der Filmkomödie. Nach André Deed war er der zweite Starkomiker Frankreichs und der Filmgeschichte, zudem gilt er noch vor Asta Nielsen als erster internationaler Filmstar überhaupt. Mit seiner Figur Max war er zu Beginn des 20. Jahrhunderts der typische Frauenheld Frankreichs.

## Leben und Wirken
Im Alter von fünf Jahren erkrankte Linder an der Cholera und wäre beinahe gestorben. Schon in der Schulzeit übte er für die Schauspielerei und ließ dafür einige Unterrichtsstunden ausfallen. Er besuchte zwei Jahre lang ein Konservatorium in Bordeaux und spielte danach bis 1908 kleinere Rollen an Theatern in Paris. 1905 begann Linder seine Filmkarriere, als er nebenbei für die Pathé Frères schauspielerte. Nach 1908 war er ausschließlich Filmschauspieler.

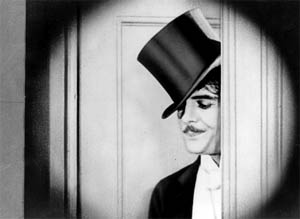
Max Linder in Seven Years Bad Luck

Zuerst bekam er nur Nebenrollen, doch nachdem er seine Filmfigur, den charmanten Dandy Max, entwickelt hatte, wurde Linder ab 1907 zum größten Star der Pathé-Komödien. Auch in halsbrecherischen Situationen, in die er in seinen Filmen oft geriet, verlor Max niemals seine stilvolle Haltung. Immer trat er in Zylinderhut, Smoking, Glacéhandschuhen und mit korrekt geschnittenem Schnurrbart auf. Der erste Kurzfilm, der diese Figur zum Mittelpunkt hatte, war Les débuts d’un patineur, jedoch war Linder in derselben Aufmachung bereits zuvor zu sehen gewesen, z. B. in Le pendu und als Statist in Lèvres collées.
Der große internationale Durchbruch erfolgte etwa 1909, als in den zeitgenössischen Filmkritiken erstmals Linders Name auftauchte. Ab 1910 entstand eine lange Reihe von Filmen, die alle den Namen „Max“ im Titel hatten. Linder war damit der erste Filmschauspieler, dessen Name auf Werbeplakaten genannt wurde. Im selben Jahr baute er in Paris sein eigenes Kino. Das Cinéma Max Linder existiert noch heute. Ab 1911 produzierte er die Max-Filme in Eigenregie. Bis 1913 hatte Max Linder europaweit erfolgreiche Auftritte in Varietés und drehte auch während seiner Europatourneen zahlreiche Ein- und Zweiakter sowie den Langfilm Max und die Liebe (Le duel de Max, 1913).
Nach 1914 verlor Linder durch einen nun weit geringeren Filmausstoß und aufgrund des Erstarkens der US-amerikanischen Filmkomödie stark an Popularität. Er zog als Soldat in den Ersten Weltkrieg und trug schwere körperliche Schäden durch Giftgasangriffe davon. Zwei Jahre später fuhr er trotz seiner Gebrechen nach Hollywood und übernahm Rollen in drei Kurzfilmen des Studios Essanay. Da diese aber nicht den erwarteten Anklang fanden, kehrte er nach Paris zurück. 1919 entstand mit Le Petit Café sein zweiter Langfilm.
1921 versuchte er mit seiner Produktionsfirma Max Linder Inc. erneut auf dem US-Markt Fuß zu fassen und schuf 1921/22 die Langfilme Seven Years Bad Luck, Be My Wife und The Three Must-Get-Theres, die aber nur mäßigen Erfolg hatten. Der Letztgenannte, eine Parodie auf den Film Die drei Musketiere mit Douglas Fairbanks, wurde immerhin ein Achtungserfolg bei der Kritik. Linder durfte für diesen Film die Sets der Fairbanks-Produktion benutzen. Die 1923 unter der Regie von Abel Gance gedrehte und erst im Jahr darauf veröffentlichte kurze Horrorkomödie Au secours! war sein letzter schauspielerischer Höhepunkt. Sein letzter Film Der Zirkuskönig entstand 1924 in den Wiener Rosenhügel-Filmstudios.
Am 3. August 1923 heiratete Linder die 17-jährige Hélène Peters. Am 27. Juni 1924 wurde ihre gemeinsame Tochter Maud Linder geboren. Das Eheglück währte jedoch nur kurz, da Max Linder Neurastheniker war und unter schweren Depressionen litt. Bereits im Februar 1924 hatte das Paar einen gemeinschaftlichen Suizidversuch durch Gift unternommen, konnte aber gerettet werden. Im Oktober 1925 schnitt Linder in einem Pariser Hotel seiner Frau schließlich die linke Pulsader auf und anschließend seine eigene, nachdem beide zuvor starke Dosen von Morphium eingenommen hatten. Hélène starb, bevor der herbeigerufene Notarzt helfen konnte, Linder einige Stunden später im Krankenhaus.
Bis in die 1960er Jahre war Max Linder fast vergessen, obwohl er für die Filmkomödie eine äußerst große und bis heute unterschätzte Rolle gespielt hatte. Charlie Chaplin nannte ihn seinen Lehrer – Chaplins frühe Filmauftritte sind stilistisch deutlich von Linder beeinflusst –, und auch Buster Keaton und Harold Lloyd fanden bei Linder Anregungen. Seine Tochter Maud Linder hat zwei Dokumentarfilme über ihren Vater gedreht, die auf diversen Filmfestspielen große Beachtung fanden.
Die genaue Anzahl der Filme, in denen Max Linder mitgewirkt hat, ist unbekannt. Nach groben Schätzungen von Filmhistorikern sollen es zwischen 300 und 500 sein, die größtenteils als verschollen gelten.

## Filmografie

### Bekanntere Kurzfilme (Auswahl)
- 1907: Les débuts d’un patineur
- 1908: Vive la vie de garçon
- 1908: Mon pantalon est décousu
- 1909: Les surprises de l’amour
- 1910: Max prend un bain
- 1911: Max victime du quinquina
- 1912: Max et son chien Dick
- 1912: Max a peur de l’eau
- 1912: Max et l’inauguration de la statue
- 1912: Max et l'Entente cordiale (Entente cordiale), u. a. mit Harry Fragson
- 1913: Max toréador
- 1913: Le chapeau de Max
- 1913: L’anglais tel que Max le parle
- 1914: Max, professeur de tango
- 1914: Max et la doctoresse
- 1914: Max et sa belle-mère
- 1914: Max au convent
- 1915: Le hasard et l’amour
- 1917: Max Comes Across (USA, Essanay)
- 1917: Max Wants a Divorce (USA, Essanay)
- 1917: Max in a Taxi (USA, Essanay)
- 1917: Max entre deux feux
- 1924: Au secours! (Regie: Abel Gance)

### Langfilme (komplett)
- 1913: Max und die Liebe (Le duel de Max)
- 1919: Le petit café
- 1921: Sieben Jahre Pech (Seven Years Bad Luck) (USA)
- 1921: Sei mein Weibchen (Be My Wife) (USA)
- 1922: Die drei Muskrepiere (The Three Must-Get-Theres) (USA)
- 1924: Max, der Zirkuskönig (Österreich)

### Kompilationsfilme
- 1963: In Gesellschaft Max Linders (En compagnie de Max Linder). Regie: Maud Linder.

### Biografische Filme über Max Linder
- 1983: L’homme au chapeau de soie. Buch und Regie: Maud Linder. (dt. TV-Ausstrahlung unter dem Titel Der Mann mit dem Seidenhut)
- 2013: Max Linder – Mein Vater, der Filmstar. Buch und Regie: Jean-Michel Meurice.[1]

## DVD-Veröffentlichungen
- Le Cinéma de Max Linder. Editions Montparnasse, Paris 2012.[2] (Enthält drei DVDs bzw. Blu-rays mit zehn Kurzfilmen von Max Linder aus den Jahren 1910–1915, dem Kompilationsfilm En compagnie de Max Linder (1963) von Maud Linder sowie dem biografischen Film L’Homme au chapeau de soie (1983) von Maud Linder).
- The Max Linder Collection. Kino Lorber, New York 2014.[3] (enthält die in den USA gedrehten Linder-Filme Max Wants a Divorce (1917), Seven Years Bad Luck (1921), Be My Wife (1921) und The Three Must-Get-Theres (1922))